# Leonhard von Gemmingen
Leonhard von Gemmingen (* 22. August 1536; † 1583) war Grundherr in Michelfeld und hatte Besitz in zahlreichen weiteren Orten.

## Leben
Er entstammte der Linie Michelfeld der Herren von Gemmingen und war ein Sohn des Weirich von Gemmingen (1493–1548) und der Benedikta von Nippenburg (1500–1570). Während sein Bruder Sebastian (1522–1575) den Besitz in Ingenheim erbte, fiel ihm der Besitz in Michelfeld zu. Er immatrikulierte sich 1549 in Heidelberg, war dann in Frankreich und später am kurpfälzischen Hof, wo er seine Gattin kennenlernte. 1569 erhielt er gemeinsam mit seinem Bruder das Recht, Stock und Galgen aufzurichten, da die Untertanen seit 1556 aufrührerisch waren. Nach dem Tod seines Bruders Sebastian 1575 erbte er dessen Besitz, weiteren Besitz erwarb er aus dem Erbe der 1577 verstorbenen Anna von Gemmingen, außerdem erwarb er ein Gut in Stebbach. Er starb 1583 und wurde in Michelfeld beigesetzt.

## Familie
Er war verheiratet mit Esther von Bödigheim (1540–1592). Sie war dauernd kränklich und lag auch bei der Heirat im Bett. Sie wurde ebenfalls in Michelfeld beigesetzt. Leonhards kinderloser Bruder Sebastian war ebenfalls mit einer Bödigheim-Tochter verheiratet, der gelähmten Juliane von Bödigheim. Leonhards Besitz an der Ganerbenschaft Lehrensteinsfeld, an halb Ittlingen, das Gut in Stebbach, der Gemminger Hof in Heidelberg sowie in Ingenheim und ein Teil von Michelfeld kamen an den Schwiegersohn Wolf Konrad Greck von Kochendorf. Der restliche Besitz kam an Sohn Weirich, der 1613 als letzter der Linie Gemmingen-Michelfeld kinderlos starb und in dessen Erbfolge Verwandte des Gemminger Stamms Hornberg eintraten, die die Ortsherrschaft in Michelfeld bis zur Mediatisierung der Reichsritterschaft im frühen 19. Jahrhundert weiter ausübten.
Nachkommen:
- Benedikta (1572–1628) ⚭ Wolf Konrad Greck von Kochendorf
- Weirich (1575–1613) ⚭ Rosine von Neipperg